# Have Another Ball
Have Another Ball é a primeira coletânea musical da banda Me First and the Gimme Gimmes, lançada a 8 de Julho de 2008.

## Faixas
1. "Rich Girl" (Hall Hall & Oates)
2. "The Boxer" (Simon and Garfunkel)
3. "Country Roads" (John Denver)
4. "I Write the Songs" (Barry Manilow)
5. "Sodomy" (Hair)
6. "You've Got a Friend" (James Taylor)
7. "Mahogany" (Diana Ross)
8. "Mother and Child Reunion" (Paul Simon)
9. "Only the Good Die Young" (Billy Joel)
10. "Coming to America" (Neil Diamond)
11. "The Harder They Come" (Jimmy Cliff)
12. "Don't Let the Sun Go Down on Me" (Elton John)

## Paradas
| Parada (2008)   | Posição |
| --------------- | ------- |
| Top Heatseekers | 11      |

## Créditos
- Spike Slawson – Vocal
- Fat Mike – Baixo
- Chris Shiflett – Guitarra
- Joey Cape – guitarra rítmica
- Dave Raun – Bateria